# Bobongko jezik
Bobongko jezik (ISO 639-3: bgb), austronezijski jezik celebeske skupine kojim govori oko 1 500 ljudi (2001 SIL) na području provincije Sulawesi Tengah, Indonezija, u selima Lembanato (1 100) i Tumbulawa (400), Indonezija. 
S još dva jezika batui [zbt] i saluan [loe] pripada saluanskoj podskupini jezika.

## Vanjske poveznice
- Ethnologue (14th)
- Ethnologue (15th)